# حمیس (روستا)
 حمیس به عربی ( الحمیس )، روستایی است در دهستان مُسْتبا از توابع استان حَجّه در کشور یمن در شبه جزیره عربستان.

## جمعیت
جمعیت آن ( ۷۰) نفر (۷ خانوار) می‌باشد.